# Jan Wessels
Jan Wessels (Hengelo, 4 februari 1964) is een Nederlands trompettist en arrangeur. 
Hij studeerde op het conservatorium te Hilversum, waar hij les kreeg van onder andere Ack van Rooyen, Kenny Napper en Willem van der Vliet.
Hij heeft meegespeeld op cd's van de Millennium Big Band, het Dutch Jazz Orchestra, Kinderen voor Kinderen, de Ebony Band, het Glenn Miller Orchestra, Rob Janszen en  het Metropole Orkest.
Verder speelde hij bij het Millennium Jazz Orchestra, The Skymasters, The Ramblers, WDR Big Band, Dutch Jazz Orchestra, Jazz Orchestra of the Concertgebouw, het Orkest van het Oosten, het Concertgebouworkest, Jumpin'Jive, Brussels Jazz Orchestra, New Cool Collective, Houdini's, King of Swing Orchestra, Big Band Bremen, Enterprise Big Band, Guus Tangelder Big Band, Big Band Straight Ahead en vele anderen.
Op dit moment geeft Jan Wessels les op het conservatorium te Zwolle, Enschede en Amsterdam.